# Lamprotatus longifuniculus
Lamprotatus longifuniculus är en stekelart som beskrevs av Huang 1991. Lamprotatus longifuniculus ingår i släktet Lamprotatus och familjen puppglanssteklar. Inga underarter finns listade i Catalogue of Life.